# 데드 캠프 6
《데드 캠프 6》(영어: Wrong Turn 6: Last Resort, 영어: Wrong Turn VI로 표현)은 미국에서 제작된 발레리 밀레프 감독의 2014년 슬래셔 영화이다. 데드 캠프 시리즈 여섯 번째 작품이자 리부트작이다.
2014년 10월 21일 DVD와 디지털로 출시되었다. 2021년 새로운 리부트작 《데드캠프: 리부트》가 개봉하였다.

## 줄거리
대니는 본인 몫의 유산을 챙기려고 사촌 잭슨과 샐리가 경영 중인 리조트에 친구들을 데리고 찾아온다. 이들은 모르고 있지만 이 사촌들은 사실 살육을 저지르는 정신 이상자들이며, 식인을 하는 힐리커 형제를 데리고 있다. 대니는 차차 자신이 힐리커 일족이라는 사실을 알게 된다.

## 출연진
- 앤서니 아일롯
- 크리스 자비스
- 어퀼라 졸
- 세이디 캐츠
- 롤로 스키너
- 빌리 애슈워스
- 록샌 팰릿
- 아센 아세노프
- 탤리사 루크어들리